# فيزياء صغروية
يشير تعبير الفيزياء الصغروية Microphysics إلى مجالات الفيزياء التي تدرس الظواهر التي تحدث على المقياس المجهري (بقياس طول أصغر من 1 مم)، مثل:
- ميكانيكا الكم
- فيزياء جزيئية
- فيزياء ذرية
- فيزياء نووية
- فيزياء الجسيمات
- تقانة الصغائر.[1]